# István Kausz
István Kausz (* 18. August 1932 in Budapest; † 3. Juni 2020 ebenda) war ein ungarischer Degenfechter.

## Erfolge
István Kausz wurde 1962 in Buenos Aires im Einzel sowie 1959 in Budapest mit der Mannschaft Weltmeister. 1957 in Paris und 1958 in Philadelphia belegte er mit der Mannschaft zudem den zweiten sowie 1963 in Danzig den dritten Rang. Zweimal nahm er an Olympischen Spielen teil: 1960 verpasste er in Rom als Viertplatzierter mit der Mannschaft knapp einen Medaillengewinn, während er im Einzel in der Halbfinalrunde ausschied. Bei den Olympischen Spielen 1964 in Tokio zog er mit der ungarischen Equipe ins Gefecht um die Goldmedaille ein und wurde dank eines 8:3-Erfolgs über Italien mit Árpád Bárány, Tamás Gábor, Zoltán Nemere und Győző Kulcsár somit Olympiasieger. Im Einzel kam er dagegen nicht über die Viertelfinalrunde hinaus. 1957 gewann er die ungarischen Meisterschaften im Einzel, zudem wurde er sechsmal ungarischer Meister mit der Mannschaft.
1957 beendete er sein Medizinstudium an der Semmelweis-Universität und bekleidete später als Chirurg und Sportarzt mehrere Chefarztposten in ungarischen Krankenhäusern. Darüber hinaus fungierte er von 1988 bis 2008 bei sechs Olympischen Spielen als betreuender Arzt der ungarischen Delegation. Kausz, der Ehrenmitglied des Ungarischen Olympischen Komitees war, starb nach längerer Krankheit am 3. Juni 2020.